# Enoq
Enoq (* 22. August 1982 in Berlin) ist ein deutscher Rapper.

## Leben
2015 begann er, zusammen mit Swoosh Hood und Torky Tork eigene Songs zu produzieren. Über Torky Tork lernte er zu dieser Zeit auch Audio88 & Yassin kennen, durch die er erstmals aufgrund des gemeinsamen Songs Täter oder Opfer auf deren Album Normaler Samt größere mediale Aufmerksamkeit erhielt. Kurz darauf unterschrieb Enoq einen Bandübernahmevertrag bei dem Indielabel Jakarta Records, über das er Ende 2016 seine EP Wie ich do und im Januar 2017 sein Debütalbum Zu schön um klar zu sein veröffentlichte. Es folgten Liveauftritte auf dem Splash Festival in den Jahren 2015 bis 2018, außerdem diverse Videoauskopplungen und Magazinbeiträge.
Enoqs zweites Studioalbum Ghettopop erschien am 14. Mai 2021.

## Diskografie
- Wie ich do (EP; 2016)
- Zu schön um klar zu sein (LP; 2017)
- Ghettopop (LP; 2021)